# 1 Magyarország 1 Mennyország
Az 1 Magyarország 1 Mennyország a Republic stúdióalbuma 2005-ből.

## Dalok
1. Veri a habot (Cipő)
2. Nem kell félni (Boros Csaba–Bódi László)
3. Jöjj hozzám bárhonnan (Boros Csaba–Bódi László)
4. A legszebb csillag (Patai Tamás, Tóth Zoltán–Bódi László)
5. Összehordja a szél a szemetet (Boros Csaba–Bódi László)
6. Esős Évszak (Tóth Zoltán)
7. Hogyha Benned élnék (Boros Csaba)
8. 19 vagy 17 (Bódi László)
9. Jönnek a hadvezérek (Patai Tamás–Bódi László)
10. Lennék inkább önmagam (Tóth Zoltán)
11. Volt itt egy Ország (Bódi László)
12. Amit nem értek (Bódi László–Nagy Bandó András verse)

## Közreműködtek
- Tóth Zoltán – Fender Telecaster, Music Man sub 1 gitárok, A90 Roland Master keyboard, zongora, ének
- Patai Tamás – Fender Stratocaster, Music Man silhouette gitárok, vokál
- Nagy László Attila – Premier dobok, Roland TD20, ütőhangszerek
- Boros Csaba – Rickenbacker 4001, Music man sub basszusgitárok, ének, vokál
- „Cipő” – ének, zongora, vokál
- Szabó András – hegedű
- Halász Gábor – Aria Sandpiper akusztikus gitár
- „Brúnó” Mátthé László – csörgő
- Németh Orsi, Wéber Ferenc – vokál
- Honvéd Táncszínház táncosai – vokál

## Videóklipek
- Jöjj hozzám bárhonnan

## Toplistás helyezései
Az album tíz héten át szerepelt a Mahasz Top 40-es eladási listáján, legjobb helyezése 7. volt. A 2005-ös éves összesített listán az eladott példányszámok alapján a 35. helyen végzett.
A Top 40-es rádiós játszási listán a Nem kell félni három héten át szerepelt, legjobb helyezése 31. volt; a Hogyha benned élnék egy alkalommal, 38. helyen szerepelt a listán.